# 阿米洛芬
阿米洛芬，分子式C13H17NO2，是一种丙酸衍生物类非甾体抗炎药。